# Lose You to Love Me
Lose You to Love Me – utwór amerykańskiej piosenkarki Seleny Gomez wydany 23 października 2019 roku przez wytwórnię Interscope jako główny singel promujący jej nadchodzący trzeci album studyjny. Produkcją nagrania zajęli się Mattman & Robin oraz Finneas O’Connell. Przy powstawaniu tekstu utworu z Gomez współpracowali Julia Michaels, Justin Tranter, Mattiasen Larsson i Robin Fredriksson.

## Teledysk
Premiera teledysku oraz samego singla miała miejsce o północy 23 października 2019 roku. Czarno-biały obraz został wyreżyserowany przez Sophie Muller i nakręcony w całości na iPhonie 11 Pro.

## Notowania i certyfikaty
| Lista przebojów (2019)                        | Najwyższa pozycja |
| --------------------------------------------- | ----------------- |
| Australia (Top 50 Singles)                    | 2                 |
| Austria (Ö3 Austria Top 40)                   | 3                 |
| Belgia (Ultratop 50 Singles, Flandria)        | 15                |
| Belgia (Ultratop 50 Singles, Walonia)         | 37                |
| Czechy (Singles Digitál Top 100)              | 2                 |
| Finlandia (Suomen virallinen lista – Singlet) | 6                 |
| Hiszpania (PROMUSICAE)                        | 19                |
| Holandia (Single Top 100)                     | 10                |
| Irlandia (Singles Chart)                      | 1                 |
| Kanada (Billboard Canadian Hot 100)           | 1                 |
| Niemcy (Media Control Charts)                 | 7                 |
| Norwegia (VG-lista)                           | 2                 |
| Nowa Zelandia (Recorded Music NZ)             | 2                 |
| Słowacja (Singles Digitál Top 100)            | 13                |
| Stany Zjednoczone (Hot 100)                   | 1                 |
| Szkocja (Official Charts Company)             | 10                |
| Szwajcaria (Singles Top 100)                  | 2                 |
| Szwecja (Sverigetopplistan)                   | 6                 |
| Węgry (Single (track) Top 40 lista)           | 4                 |
| Wielka Brytania (UK Singles Chart)            | 3                 |

| Kraj                  | Certyfikat         | Sprzedaż |
| --------------------- | ------------------ | -------- |
| Kanada (Music Canada) | złota płyta        | 40 000+  |
| Nowa Zelandia (RMNZ)  | złota płyta        | 15 000+  |
| Polska (ZPAV)         | 2x platynowa płyta | 40 000+  |
| Wielka Brytania (BPI) | srebrna płyta      | 200 000+ |